# 赤塚站
赤塚站（日语：／ Akatsuka eki */?）是一個位於茨城縣水戶市赤塚一丁目，屬於東日本旅客鐵道（JR東日本）常磐線的鐵路車站。

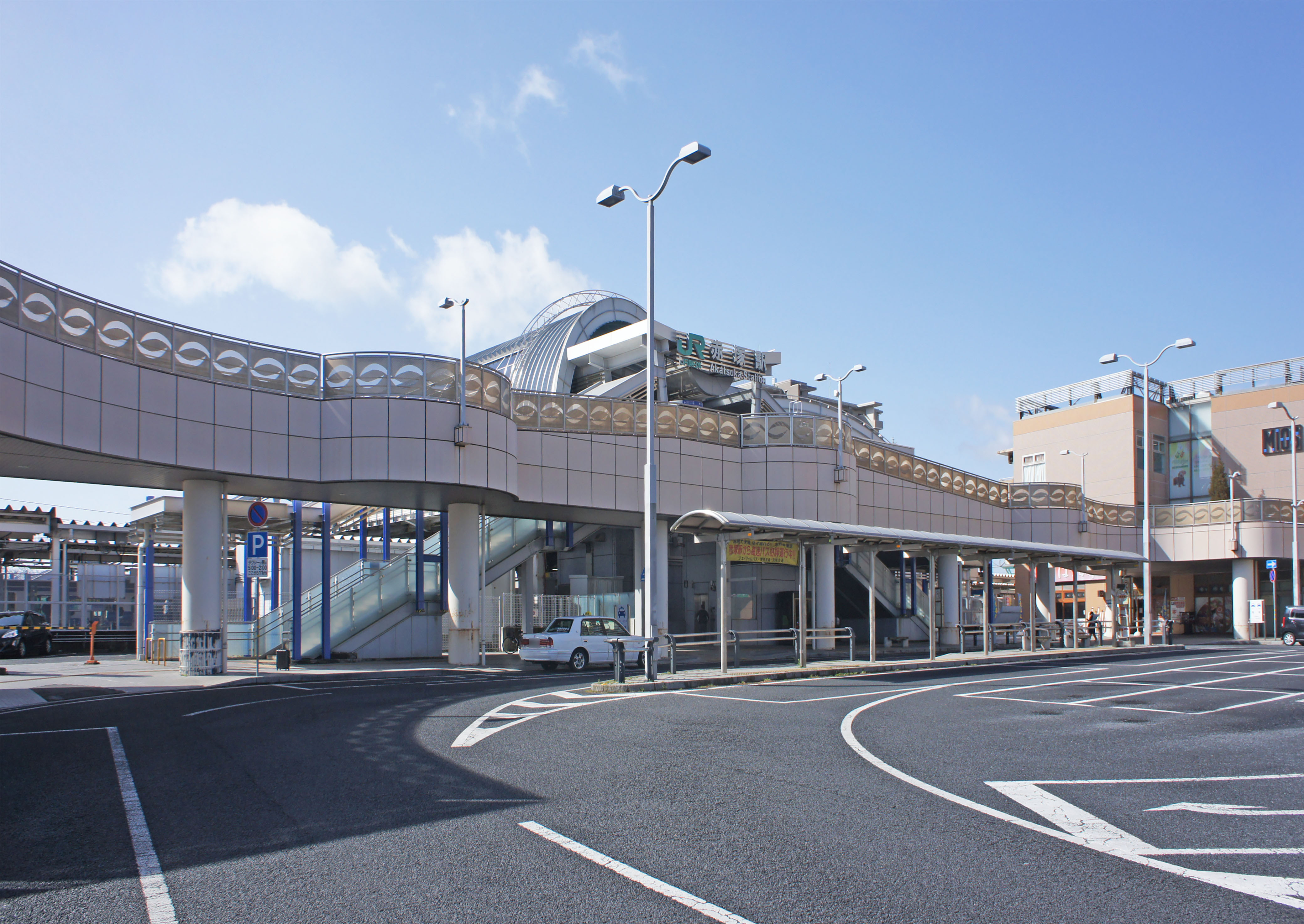
北口(2022年3月)

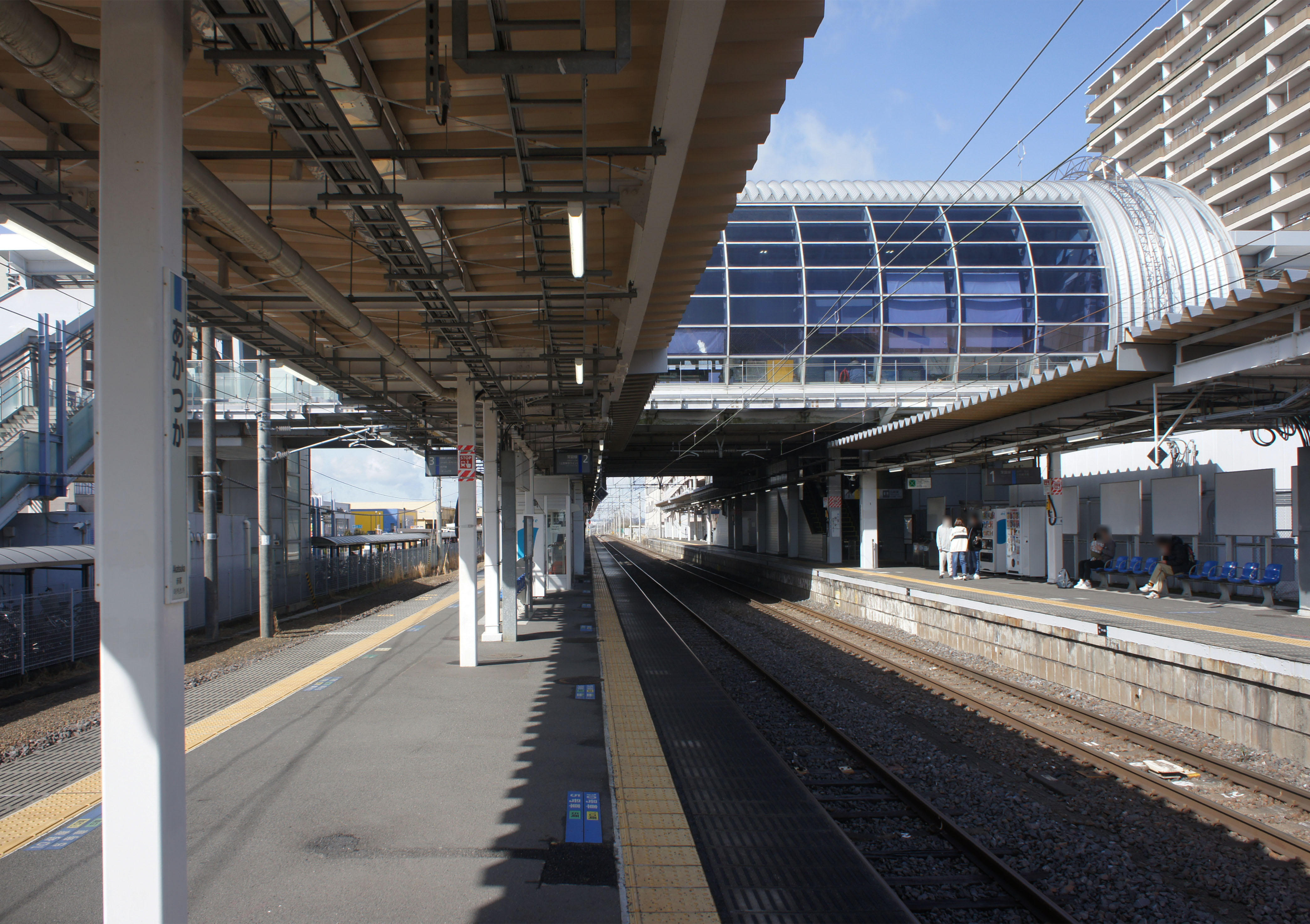
月台(2022年3月)

除日間時段外友部站直通至水戶線的列車停靠。

## 車站構造

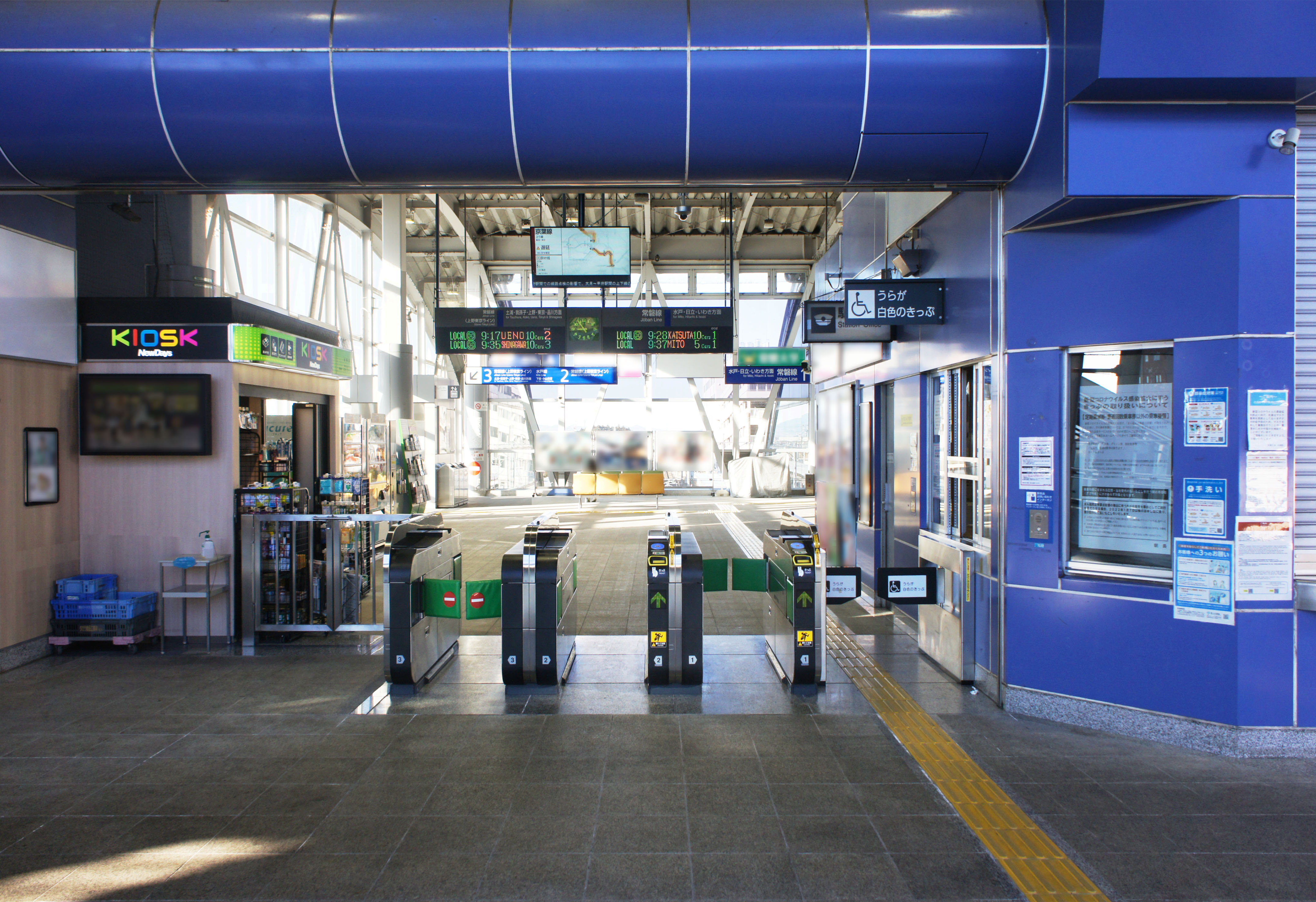
閘口(2022年1月)

側式月台1面1線與島式月台1面2線、合計2面3線的地面車站。2、3號月台可以使用Suica專用綠色售票機。
| 月台 | 路線            | 目的地                                         |
| ---- | --------------- | ---------------------------------------------- |
| 1、2 | ■常磐線（下行） | 水戶、日立、磐城站方向                         |
| 2、3 | ■常磐線（上行） | 土浦、上野、東京、品川方向 （包括■上野東京線） |
| 2、3 | ■水戶線         | 笠間、下館、結城、小山方向                     |

（來源：JR東日本:車站構內圖 （页面存档备份，存于））

## 使用情況
根據JR東日本，2018年度（平成29年度）1日平均上車人次為6,277人。
近年推移如下表。
| 上車人次推移       | 上車人次推移     | 上車人次推移    |
| 年度               | 1日平均 上車人次 | 來源            |
| ------------------ | ---------------- | --------------- |
| 2000年（平成12年） | 4,651            | [ 利用客数 1 ]  |
| 2001年（平成13年） | 4,942            | [ 利用客数 2 ]  |
| 2002年（平成14年） | 4,984            | [ 利用客数 3 ]  |
| 2003年（平成15年） | 4,872            | [ 利用客数 4 ]  |
| 2004年（平成16年） | 4,949            | [ 利用客数 5 ]  |
| 2005年（平成17年） | 5,305            | [ 利用客数 6 ]  |
| 2006年（平成18年） | 5,415            | [ 利用客数 7 ]  |
| 2007年（平成19年） | 5,563            | [ 利用客数 8 ]  |
| 2008年（平成18年） | 5,603            | [ 利用客数 9 ]  |
| 2009年（平成21年） | 5,586            | [ 利用客数 10 ] |
| 2010年（平成22年） | 5,461            | [ 利用客数 11 ] |
| 2011年（平成23年） | 5,532            | [ 利用客数 12 ] |
| 2012年（平成24年） | 5,700            | [ 利用客数 13 ] |
| 2013年（平成25年） | 5,894            | [ 利用客数 14 ] |
| 2014年（平成26年） | 5,916            | [ 利用客数 15 ] |
| 2015年（平成27年） | 6,154            | [ 利用客数 16 ] |
| 2016年（平成28年） | 6,249            | [ 利用客数 17 ] |
| 2017年（平成29年） | 6,313            | [ 利用客数 18 ] |
| 2018年（平成30年） | 6,277            | [ 利用客数 19 ] |

## 相鄰車站
※特急「常盤」的相鄰停車站參見列車記事。早上上行與晚上下行的部分列車停車。
東日本旅客鐵道
■常磐線（包括直通■水戶線）
內原－赤塚－（臨）偕樂園－水戶

### 曾經存在的路線
茨城交通
茨城線
赤塚－東石川

### 使用情況
1. ↑  . 東日本旅客鉄道.   [2019-03-06]. （原始内容存档于2019-03-28）.
2. ↑  . 東日本旅客鉄道.   [2019-03-06]. （原始内容存档于2019-03-28）.
3. ↑  . 東日本旅客鉄道.   [2019-03-06]. （原始内容存档于2019-03-28）.
4. ↑  . 東日本旅客鉄道.   [2019-03-06]. （原始内容存档于2019-03-28）.
5. ↑  . 東日本旅客鉄道.   [2019-03-06]. （原始内容存档于2019-03-28）.
6. ↑  . 東日本旅客鉄道.   [2019-03-06]. （原始内容存档于2019-03-28）.
7. ↑  . 東日本旅客鉄道.   [2019-03-06]. （原始内容存档于2019-03-28）.
8. ↑  . 東日本旅客鉄道.   [2019-03-06]. （原始内容存档于2019-03-28）.
9. ↑  . 東日本旅客鉄道.   [2019-03-06]. （原始内容存档于2019-03-28）.
10. ↑  . 東日本旅客鉄道.   [2019-03-06]. （原始内容存档于2019-03-28）.
11. ↑  . 東日本旅客鉄道.   [2019-03-06]. （原始内容存档于2019-03-28）.
12. ↑  . 東日本旅客鉄道.   [2019-03-06]. （原始内容存档于2019-03-28）.
13. ↑  . 東日本旅客鉄道.   [2019-03-06]. （原始内容存档于2019-03-28）.
14. ↑  . 東日本旅客鉄道.   [2019-03-06]. （原始内容存档于2019-03-28）.
15. ↑  . 東日本旅客鉄道.   [2019-03-06]. （原始内容存档于2019-03-28）.
16. ↑  . 東日本旅客鉄道.   [2019-03-06]. （原始内容存档于2019-03-23）.
17. ↑  . 東日本旅客鉄道.   [2019-03-06]. （原始内容存档于2019-03-28）.
18. ↑  . 東日本旅客鉄道.   [2019-07-11]. （原始内容存档于2019-03-21）.
19. ↑  . 東日本旅客鉄道.   [2019-07-11]. （原始内容存档于2019-07-05）.

## 外部連結
- 車站資訊（赤塚）：東日本旅客鐵道